# ジェローム・ラランド

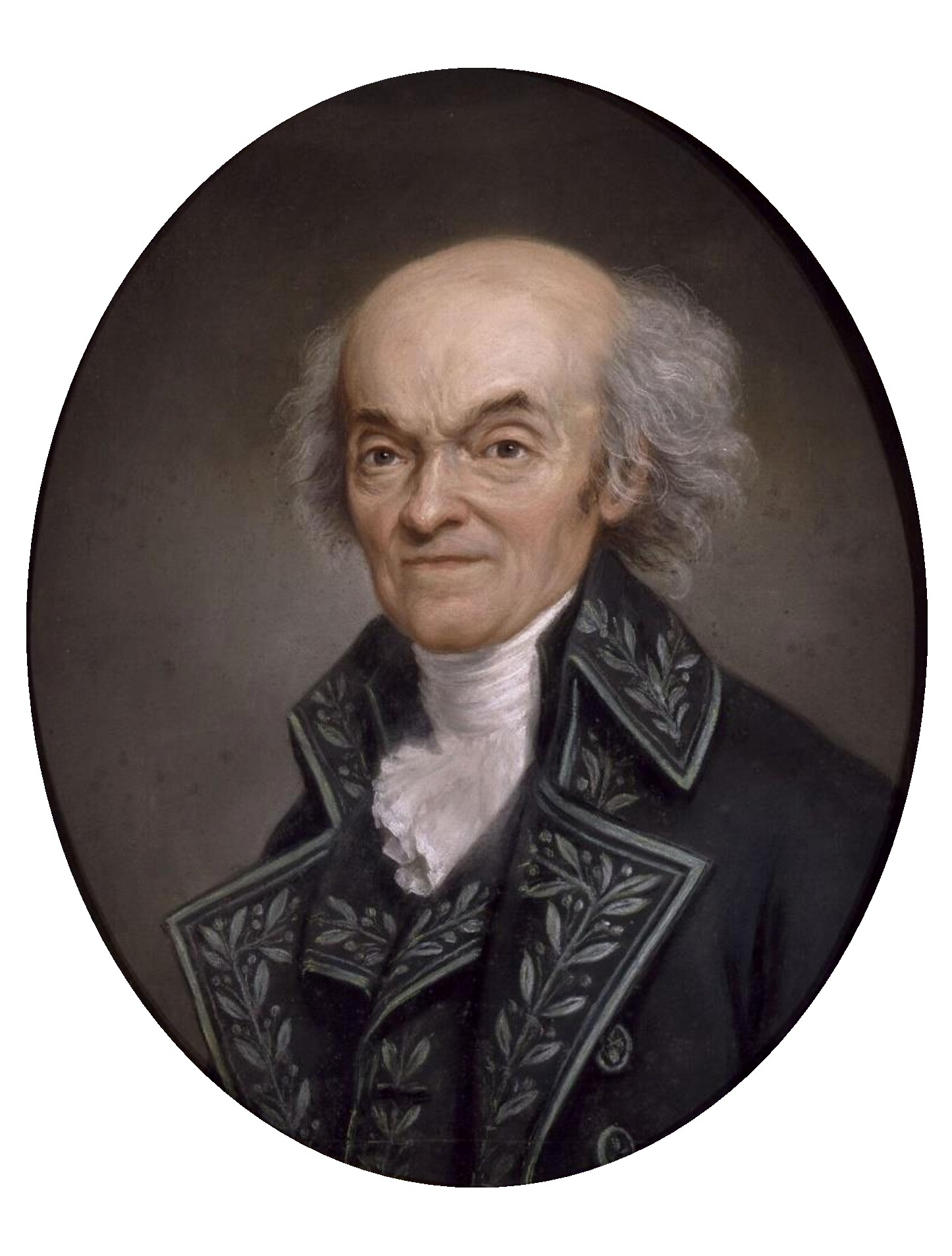
ジェローム・ラランド (1732 - 1807)

ジョゼフ＝ジェローム・ルフランセ・ド・ラランド（Joseph-Jérôme Lefrançais de Lalande、1732年7月11日 – 1807年4月4日）は、フランスの天文学者である。

## 生涯
ブール＝ガン＝ブレス（現在のアン県）に生まれた。父親のピエールは地元の郵便局長であり、家計は比較的裕福であった。リヨンにあるイエズス会の学校で学んだのち、両親の意向により法律を学ぶためパリに移ったが、滞在先にジョゼフ＝ニコラ・ドリルの天文観測所があったことから天文学に惹かれ、ドリルとピエール・シャルル・ルモニエの弟子となった。
法律の教育を終えた頃に、ルモニエから、地球から月までの距離を計測するための計画に参加するよう勧められた。ラランドはこの観測で成果をあげ、その功績によってベルリンのアカデミーに加えられ、パリのアカデミーの天文観測者の職を得た。
1762年にドリールがコレージュ・ド・フランスの天文学教授を引退すると、ラランドは後を継いで46年間その仕事を続けた。教師として ジャン＝バティスト・ジョゼフ・ドランブル、ジュゼッペ・ピアッツィ、ピエール・メシャン、甥のミッシェル・ラランドらを育てた。
1773年、論文「彗星と地球の衝突」を発表した。これは、1789年に彗星が地球に大接近し、その影響で地球は壊滅的な被害をこうむる可能性があるという内容だった。ラランド自身は、この現象が起きる可能性は64,000分の1と見積もっていたが、結果的にこの論文は国内に大きな混乱を引き起こした。
1795年、パリ天文台の台長になった。また、1795年から1800年までは、フランス経度局の責任者でもあった。1802年に天文学の功績を表彰するラランド賞を設立した。
1807年4月、パリで夕刊を読んでもらっていたラランドは、「もうこれで結構」と言って読んでもらっていた人を退室させ、そしてその夜の2時に死去した。

## 業績
ラランドが初めて名をあげたのが1751年の月の観測であった。この計画は、月が南中した時刻に、別の場所にいる2人が同時に月を観測し、その視差をもとに地球から月までの距離を求めようというものだった。ラランドはベルリンにおいて、南アフリカの喜望峰に赴いたニコラ・ルイ・ド・ラカーユと共同して、月の視差と恒星の観測を行った。
惑星の運動理論を研究し、1759年にアレクシス・クレローを助けてその年のハレー彗星の回帰する時期を正しく計算し、その結果を惑星位置推算表としてまとめた。この計算結果は当時では最も精度が高いものである。ラランドの作成した惑星表は18世紀の間広く用いられた。
さらに、家族や学生などの力も借りて、長年にわたり恒星の位置を記録するための観測を行った。その数は47,000個にのぼり、その中には当時未発見だった海王星も含まれていた。
1761年と1769年に起きた金星の日面通過の観測にも関わった。2度の日面通過にあたり、多くの天文学者は世界各地におもむき観測を行ったが、ラランドは1761年の日面通過の時は、船酔いするのを避けるためにパリで観測を行った。同時に、各地の観測結果を集計し、それを元に地球から太陽までの距離の計算を行った。1769年の日面通過のときも観測のための遠征隊を各地に送り、同様にデータを集める役割を担った。このときも自身はパリで観測したが、天候の関係で有意なデータをとることはできなかった。
ラランドは長さや重さの単位系をフランス国内で統一すべきだと考えており、メートル法を制定するために行われた子午線弧長の計測事業にも影響力を示した。また、フランス天体暦(Connoissance des Tems　現在の綴りではConnaissance des Temps)の発刊にもたずさわった。
教育者としてもすぐれており、コレージュ・ド・フランスでの講義にはヨーロッパ中から200人の学生が集まった。著作も多く、天文学の普及者としても名高い。
ラランドの名前は、恒星ラランド21185に残っているほか、月のクレーターにもラランドの名前がつけられている。

## 主な著書

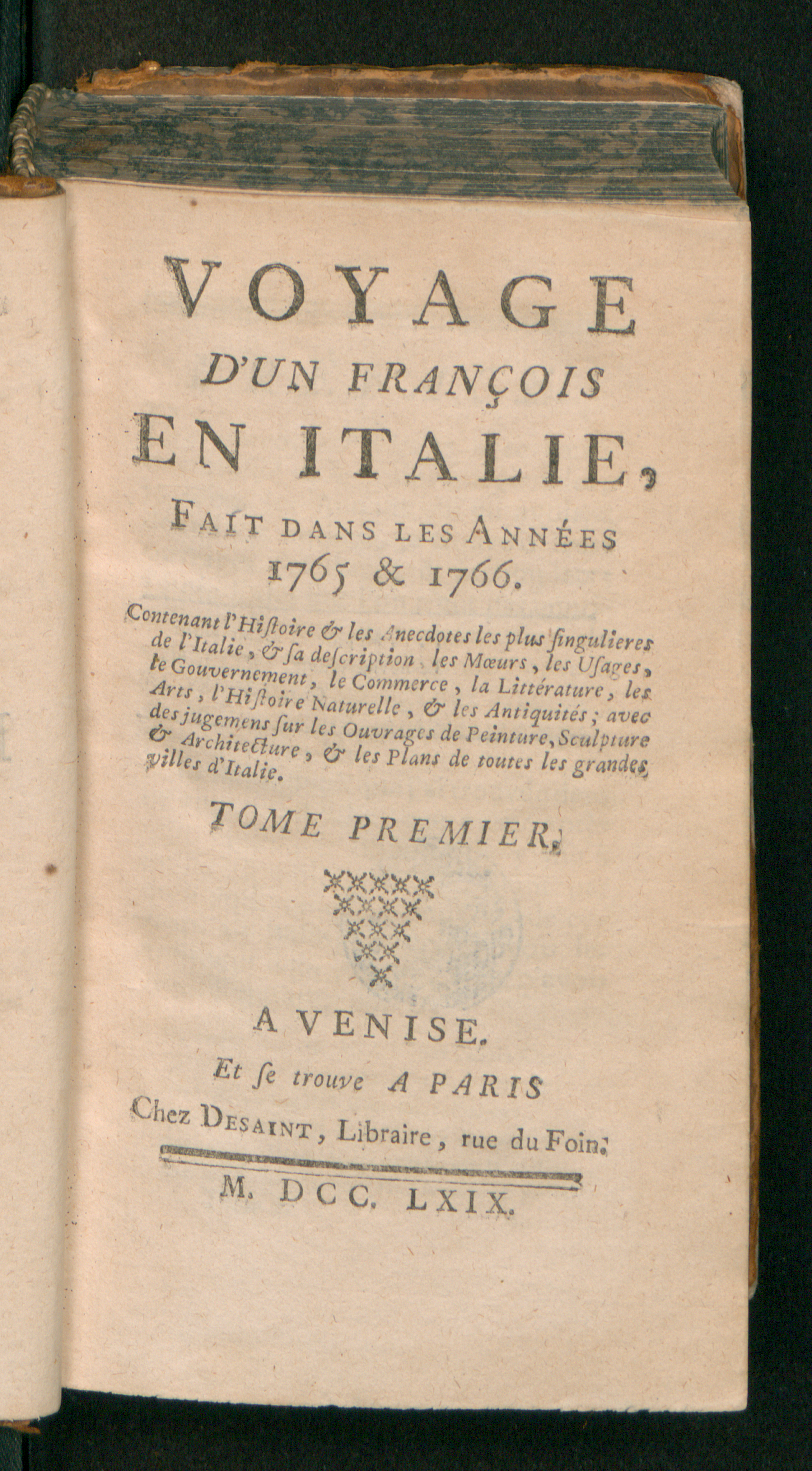
Voyage d'un françois en Italie, fait dans les années 1765 et 1766. Tome premier, 1769

- 1764年：Astronomie（『天文学』[18]）

2巻本。Traite d'Astronomieと呼ばれることもあるが、実際にそのように題された書は確認されていない。ラランドには他にも Abrege d'Astronomie(1795)、Astronomie des dames(1821)といった、タイトルに astronomie を含む著書が何点かあるため、それらと区別するため特に Traite d'Astronomie と呼ばれたと推定されている。これはプトレマイオスの Almagest やノストラダムスの les Centuries 同様、表題ではなく呼称である。さらに、ラランド自身も本書をTraite d'Astronomieと記したこともあり、その後も権威ある辞書や書物で同様に記述されたことから、Traite d'Astronomieが正式な題として広まってしまったのではないかとも推測されている。
- 1771年：Astronomie

前掲書の増補改訂版（第2版）。2巻から3巻へ。1781年には第4巻が刊行され全4巻に。
- 1773年：Astronomia of Sterrekunde（sic.）

前掲書第2版からのオランダ語訳本。訳者はストラッベ(Arnoldus Bastiaan Strabbe)。原著に忠実に訳されており、訳者による注釈が少数存在する。江戸期の日本の天文学者が、西洋の天文学を学ぶ際に重用した『ラランデ暦書』のこと。
- 1792年：Astronomie

前掲書の第3版。第2版の1期分3巻のみを重版。
- 1774年：Abrégé d'astronomie（『縮約版天文学』[18]）

初学者向け天文学の概説書。
- 1783年：Éphémérides des mouvemens célestes pour le méridien de Paris, huit années, de 1785 à 1792

ラランドによって改訂された「フラムスティードの星表」の新版が収録されている。旧版にはなかったフラムスティード番号が見られるが、同書が初めてではない。
- 1785年：Astronomie des dames（『婦人のための天文学』[28]）

女性向け天文解説書。後に何度も重版されている。
- 1801年：Histoire Céleste Française

天の北極より南回帰線までの9等より明るい47,000を超える星が収録された星表。当時としては最大規模と精密さを誇った。1世紀前のイギリスのフラムスティードの15倍、同年発表されたドイツのボーデの星表と対比しても2倍を超えている。南回帰線以南は喜望峰に滞在していたラカーユが担当した。なお、近距離星の一覧などに散見されるラランド21185のようなカタログ・ナンバーは、同書ではなく1847年にフランシス・ベイリーが再編集した版のものである。
- 1803年：Bibliographie Astronomique: avec l'Histoire de l`Astronomie dupuis 1781 jusqu'a 1802

1802年までに出版された天文学書の文献目録と天文学史の解説を併録。

## 人物

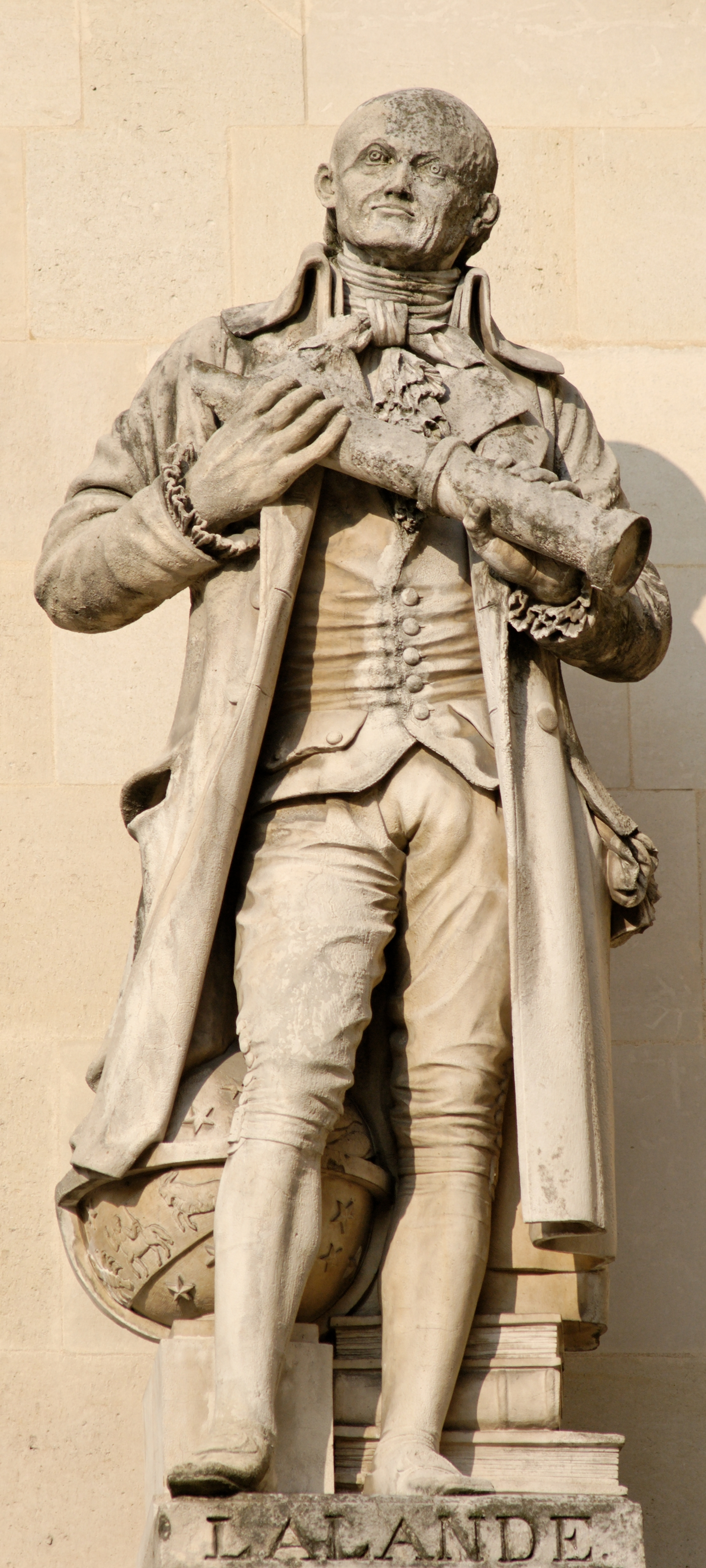
ラランドの彫刻像（ルーブル美術館、ナポレオンの中庭）

イエズス会の学校の出身者でありながらも無神論者として知られ、無神論者の名を集めた『無神論者録』の編集を行っていた。またフリーメイソンの組織である「九姉妹ロッジ」の中心人物でもあった。無神論者としての姿勢はフランス革命後の恐怖政治における政権側に好感をもたれたが、一方では革命の時に王権派のデュポン・ド・ヌムールをかくまったり、有罪判決を受けた聖職者たちを天文学者と偽って助けたりした。その聖職者たちには、「君たちは実際に天文学者ではないか。天国のために生きている人間以上に、この肩書きにふさわしい者はいない」と言ってかばった。最高存在の祭典の開会式でラランドは、我々には愛国心だけでなく、博愛の精神を持つことが必要だと述べた。しかしラランドの無神論者としての活動はその後は政権側にも疎んじられた。ナポレオンが権力をにぎり、戴冠式の準備が始まった時期にラランドは『無神論者録』の改訂版を出版し、「宗教はあまりに多数の戦争屋たちを生み出してきたので、宗教にも終わりが来る日をわれわれは心待ちにしている」と記した。このような行動はナポレオンの怒りを買い、当時アカデミーの終身書記だった弟子のドランブルはその対応に追われた。
ラランドは虫を好んでよく食べた。そして、クモはヘーゼルナッツの味がしてイモムシは桃のような味がすると語っていた。ラランドが毎週訪れていた友人の家では、友人の妻がラランドのためにあらかじめ庭でイモムシを集め、イモムシのラグーを作っておき、ラランドの来訪を待っていた。
ラランドは特に才能ある女性を好んだ。好んだだけでなく、実際にその女性の地位向上にも努めた。また、美しい女性に対しては、「あなたはわたしを幸福にする力を持っている。だが、わたしを不幸にする力はない」と誉めたたえた。しかし友人の娘との結婚の話があがったときには「彼の家族との友好関係を壊したくない」と考えこの話を断り、また、逆に自らが求婚した14歳の少女には断られ、結局生涯を独身のまま過ごした。
各界の著名人と広く交友関係をもち、絶えず自らの名声を求めた。その態度はしばしば批判をあび、また研究内容に関しても論争を多く引き起こした。実際に師匠のルモニエとは、月の視差測定の際に地表の偏平度の問題に関して意見が対立し、結果的に両者は袂を分かった。一方でメシャンやドランブルらの弟子から反論を受けた場合は、率直に受け入れ、自らの間違いは認めた。
大の猫好きだったためねこ座を設定したが、ボーデ他19世紀中頃のアメリカなど一部で支持されたものの、それ以外では顧みられなかった。彼が設定した他の星座――けいききゅう座、、かんししゃメシエ座（みはりにんメシエ座）、しぶんぎ座も同様の運命をたどった。ただししぶんぎ座は流星群の名前（しぶんぎ座流星群）として残存している。